# Caisse de dépôt et placement du Québec
La Caisse, anciennement Caisse de dépôt et placement du Québec (CDPQ), est un investisseur institutionnel gérant notamment le régime de rentes du Québec et plusieurs autres régimes de retraite et d’assurances publics et parapublics du Québec.
Elle a été créée par le gouvernement de Jean Lesage le 15 juillet 1965 par une loi du Parlement du Québec. Il s'agit du deuxième plus important fonds de pension au Canada, après le Régime de pensions du Canada. Au 30 juin 2025, La Caisse gère un actif net de 496 milliards de dollars canadiens investi au Canada et à l’étranger. Son siège social est situé à Québec, dans l'Édifice Price et le bureau d'affaires principal est situé à Montréal, dans l'Édifice Jacques-Parizeau.

## Histoire

### Création et premières années (1965-1979)
La Caisse (Caisse de dépôt et placement du Québec) a été établie par une loi de l'Assemblée nationale le 15 juillet 1965, sous le gouvernement de Jean Lesage, dans le cadre de la Révolution tranquille, une période de changements sociaux et politiques au Québec. Son rôle initial était de gérer les fonds du Régime de rentes du Québec nouvellement créé, un régime de retraite public visant à assurer la sécurité financière des Québécois à la retraite. Le mandat de La Caisse était d'investir prudemment et rentablement les fonds tout en contribuant au développement économique du Québec.
Au début, La Caisse s'est concentrée sur la constitution d'un portefeuille obligataire comprenant principalement des titres gouvernementaux du Québec et d'Hydro-Québec. Elle a également réalisé son premier investissement en actions dans Alcan Aluminium en 1967,, ainsi que ses premiers prêts hypothécaires commerciaux la même année. En 1971, elle a créé un portefeuille d'investissements privés comprenant des investissements dans des entreprises québécoises,.

### Diversification et expansion (1980-1999)
Dans les années 1980, La Caisse s'est aventurée sur les marchés internationaux et dans le secteur immobilier. Elle a effectué ses premières transactions sur les bourses mondiales d'actions en 1983, et son premier investissement international en capital-investissement dans la Compagnie financière Martin Maurel en France en 1984,. Elle a également acquis son premier immeuble de bureaux, Place Delta à Sainte-Foy, en 1980,, ainsi que sa première acquisition immobilière internationale, le Centre de conférence Albert-Borschette à Bruxelles, en 1993,.
Dans les années 1990, La Caisse a diversifié son portefeuille immobilier et accru son allocation en actions. Elle a acquis les actifs immobiliers de la chaîne d'épiceries Steinberg en 1989,,, puis fusionné sa filiale immobilière Ivanhoé avec Cambridge Shopping Centres en 2001,, créant Ivanhoé Cambridge. En 1997, elle a obtenu un changement législatif portant l'allocation en actions autorisée à 70% des actifs du portefeuille, contre 40% auparavant,. Elle s'est également lancée dans l'investissement dans les infrastructures en 1999 avec la construction de l'autoroute 407 à Toronto,.

### Crise et relance (2000-2009)
Dans les années 2000, La Caisse a été confrontée à la pire crise financière depuis le krach boursier de 1929, entraînant une perte de 39,8 milliards de dollars en 2008. À la suite de cette crise, La Caisse a adopté une série de mesures visant à accroître son efficacité, à recentrer ses compétences fondamentales et à renforcer sa gestion des risques afin de mieux soutenir les rendements à long terme. Elle a également lancé un plan majeur de soutien aux entreprises québécoises en 2009, adopté une politique d'investissement responsable en 2004 et signé les Principes pour l'Investissement Responsable des Nations unies en 2006. En 2008, Otéra Capital, une filiale de La Caisse, a été créée pour devenir un acteur dans la dette immobilière commerciale en Amérique du Nord, offrant des solutions de financement pour divers secteurs immobiliers tels que les bureaux, le commerce de détail, l'industriel, le multifamilial, l'hôtellerie et les résidences pour personnes âgées.

### Croissance et innovation (2010-Présent)
Dans les années 2010, La Caisse a accéléré son rythme de croissance et d'expansion, tant au Canada qu'à l'étranger. Elle a créé le portefeuille Actions Qualité mondiale en 2013, suivant une nouvelle philosophie d'investissement privilégiant les rendements totaux, la recherche approfondie et les investissements dans des actifs de haute qualité, ancrés dans l'économie réelle. Elle a également regroupé l'ensemble de ses filiales immobilières sous une seule bannière, Ivanhoé Cambridge, en 2011, et établi des bureaux dans plusieurs pays tels que les États-Unis, le Mexique, le Brésil, la France, l'Inde, Singapour et l'Australie. En 2015, CDPQ Infra, une filiale de La Caisse, a été créée pour agir en tant qu'entrepreneur principal pour les projets d'infrastructures publiques, depuis la planification jusqu'à l'exploitation, dans le but de réaliser des projets d'infrastructures modernes, efficaces et durables répondant aux besoins des communautés.
Dans un communiqué de presse du 28 septembre 2021, La Caisse a annoncé sa stratégie climatique pour 2021, incluant la désaffectation des 3,9 milliards de dollars restants actuellement investis dans des actifs pétroliers, représentant 1 % du portefeuille d'investissement de La Caisse, d'ici 2022. Selon le communiqué, La Caisse répondait « aux marchés, à la science et à la volonté des Québécois qui ne souhaitent pas que leur argent alimente la crise climatique. »
Au 30 juin 2023, La Caisse gérait des actifs de 424 milliards de dollars canadiens, investis dans divers secteurs tels que le capital-investissement, les obligations, l'immobilier, les infrastructures et les énergies renouvelables, tant au Canada qu'à l'étranger. Elle soutenait également les entreprises québécoises à fort potentiel de croissance et contribuait à la création d'emplois et de richesse dans la province. Elle s'efforçait également de générer des impacts positifs pour la société et l'environnement. En 2022, Global SWF, une publication couvrant les fonds souverains et autres investisseurs publics à long terme, a décerné à La Caisse le prix du Fonds de l'Année 2022. L'année suivante, le magazine Infrastructure Investor, spécialisé dans le marché mondial de l'investissement dans les infrastructures, a classé La Caisse en tête des investisseurs institutionnels en infrastructures en fonction de la taille de ses actifs dans la liste Global Investor 50.

## Description

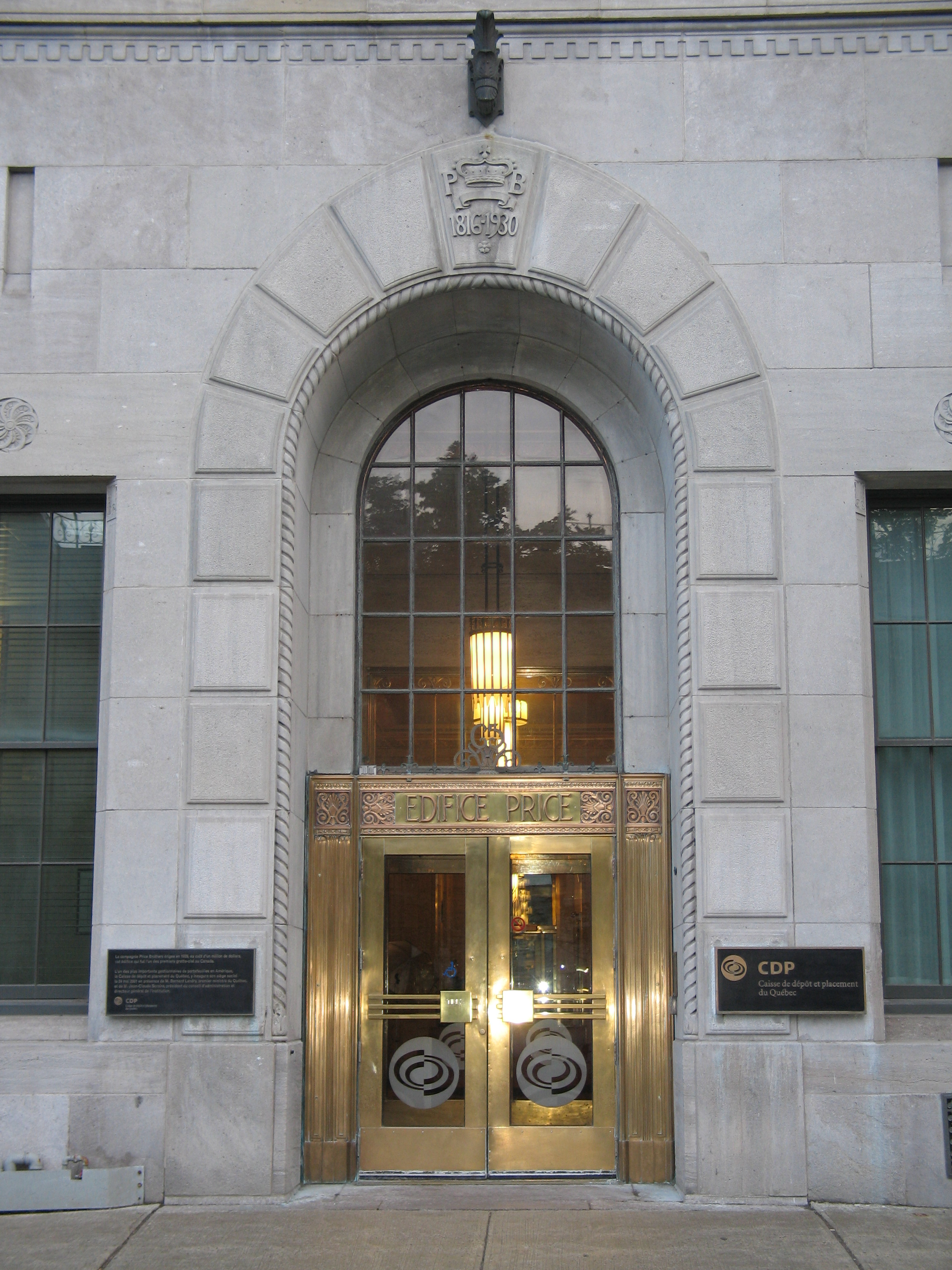
Le siège social de La Caisse dans l'édifice Price, Québec.

### Mission
Le 15 janvier 2005, la Loi sur la Caisse de dépôt et placement du Québec a été amendée pour expliciter la mission de l’institution : « 4.1 La Caisse a pour mission de recevoir des sommes en dépôt conformément à la loi et de les gérer en recherchant le rendement optimal du capital de ses déposants dans le respect de leur politique de placement tout en contribuant au développement économique du Québec. » En juin 2015, la loi 38 a également amendé la loi constitutive de la Caisse pour préciser que celle-ci « agit en toute indépendance conformément aux dispositions de la présente loi ».

### Organisation
Le conseil d’administration de la Caisse est composé d’au plus 15 membres, dont les deux tiers doivent être indépendants. Il comprend un président, le président et chef de la direction de la Caisse, des représentants des déposants et des membres indépendants. Le conseil d'administration a pour mandat d’établir les grandes orientations de l’organisation et doit s’assurer que celle-ci fonctionne selon les exigences législatives et réglementaires. Le poste de président du conseil d’administration est distinct de celui du président et chef de la direction. 
Le gouvernement du Québec nomme les membres du conseil d’administration, après avoir consulté ce dernier. Le conseil d’administration de la Caisse a établi un profil d’expertise et d’expérience requis pour ses administrateurs indépendants. Le comité de direction est composé du président et chef de la direction et des premiers dirigeants des divers secteurs de la Caisse. 

### Activités
La Caisse est propriétaire de trois filiales: CDPQ Infra (projets majeurs d'infrastructures publiques), Ivanhoé Cambridge (immobilier de bureaux, centres commerciaux et multirésidentiels) et Otéra Capital (marché du prêt sur bilan en dette immobilière commerciale au Canada). Le siège social de chacune des filiales se situe à Montréal, dans l'Édifice Jacques-Parizeau.
Le portefeuille de la Caisse est divisé en quatre grandes catégories d'actifs: Revenu fixe (obligations, dettes immobilières, valeurs à court terme, obligations à long terme), placements sensibles à l’inflation (immeubles, infrastructures, obligations à rendement réel), actions (actions qualité mondiale, actions canadiennes, actions des marchés en émergence, actions américaines, actions EAEO, placements privés), autres placements.
Le portefeuille global de la Caisse se répartit sur les zones géographiques suivantes, en pourcentage,:
| Région                | 2022 | 2018 | 2017  | 2016  | 2015  | 2014  |
| --------------------- | ---- | ---- | ----- | ----- | ----- | ----- |
| Canada                | 25%  | 36%  | 42,0% | 40,9% | 46,0% | 52,6% |
| États-Unis            | 40%  | 30%  | 28,0% | 31,2% | 26,5% | 21,8% |
| Europe                | 16%  | 14%  | 13,5% | 12,7% | 13,8% | 14,1% |
| Marchés en croissance | 16%  | 14%  | 10,7% | 9,5%  | 7,7%  | 6,7%  |
| Autres régions        | 3%   | 6%   | 5,8%  | 5,7%  | 6,0%  | 4,8%  |
| Total                 | 100% | 100% | 100%  | 100%  | 100%  | 100%  |

## Déposants
En 2020, la Caisse gérait les fonds de 42 déposants, essentiellement des caisses de retraite et des régimes d'assurance. Cependant, plus de 96 % des fonds provenait de 8 déposants  : 
1. Fonds d’amortissement des régimes de retraite du Gouvernement du Québec
2. Retraite Québec
3. Régime de retraite des employés du gouvernement et des organismes publics (RREGOP)
4. Régime supplémentaire de rentes pour les employés de l'industrie de la construction du Québec
5. Commission des normes, de l'équité, de la santé et de la sécurité du travail
6. Société de l'assurance automobile du Québec (SAAQ)
7. Fonds des générations
8. Régime de retraite du personnel d’encadrement

## Gouvernance

### Présidents
- 1966 - 1973: Claude Prieur
- 1973 - 1980: Marcel Cazavan
- 1980 - 1990: Jean Campeau
- 1990 - 1995: Jean-Claude Delorme et Guy Savard
- 1995 - 2002: Jean-Claude Scraire
- 2002 - 2008: Henri-Paul Rousseau
- 2008 - 2009: Richard Guay
- 2009 - 2020: Michael Sabia
- 2020 - Présent : Charles Emond

## Scandales et problèmes éthiques
La Caisse de dépôt et placement du Québec est devenue en 2019 le principal actionnaire d'une firme de sécurité privée, Allied Universal, et a également investi dans CAE Inc.. Ce choix a été critiqué parce que les performances de Allied Universal sont  faibles par rapport à ses concurrentes, mais surtout parce que ses activités, de même que celles de CAE Inc. ont été souvent l'objet de scandales sur leurs pratiques. La firme a également acquis G4S, une compagnie impliquée dans de nombreux scandales qui a mené plusieurs régimes publics de retraite à vendre leurs actifs. G4S détient notamment des parts dans Policity Corporation, un centre d'entraînement des forces armées israéliennes accusé d'encourager des pratiques violentes de répression envers les Palestiniens. Sa cote globale ESG était de C- en 2019.
En 2022, La Caisse annonce la perte d'environ 200 millions de $ CA, faisant suite à un investissement directement dans l'entreprise Celsius Network, qui se présentait elle-même comme une cryptobanque.